# TEEN TEEN
 TEEN TEEN（ティーンティーン、朝: 틴틴）は、2019年9月18日に韓国でデビューした男性アイドルグループ。所属事務所はMAROO企画。

## 概要
2019年5月から7月までMnetで放送されたPRODUCE X 101に出演したイ・ウジン、イ・ジヌ、イ・テスンによって結成された。グループ名の由来は10代を意味する“TEENAGER”と10代向けのポップミュージック“TEEN POP”から取った「TEEN」から始まり、「10代向けのポップミュージックを発信する子たち」という意味を持たせたもの。

## 略歴

### 2019年
- 5月3日 - Mnet「PRODUCE X 101」放送開始。イ・ウジン、イ・ジヌ、イ・テスンが出演。
- 9月3日 - 所属事務所がユニットグループ名と公式ロゴモーション、ミニアルバム発売スケジュールイメージを公開。
- 9月4日 - TEEN TEENのコンセプトフォト公開[2]。
- 9月18日 - デビューアルバム「VERY、ON TOP」リリース。ソウル龍山区漢南洞ブルースクエア・アイマーケットホールでショーケースを開催[3]。

### 2020年
- 9月27日 - 9人組ボーイズグループ「GHOST9」としてデビュー[4]。

## メンバー
| メンバー名 | メンバー名 | 生年月日               | 出身 | ポジション                         | 備考                      |
| カタカナ   | ハングル   | 生年月日               | 出身 | ポジション                         | 備考                      |
| ---------- | ---------- | ---------------------- | ---- | ---------------------------------- | ------------------------- |
| イ・ウジン | 이우진     | 2003年4月7日（22歳）   | 韓国 | リーダー・ボーカル                 | PRODUCE X 101最終順位41位 |
| イ・ジヌ   | 이진우     | 2004年9月13日（20歳）  | 韓国 | ラッパー・メインダンサー・ボーカル | PRODUCE X 101最終順位22位 |
| イ・テスン | 이태승     | 2003年12月19日（21歳） | 韓国 | メインボーカル                     | PRODUCE X 101最終順位53位 |

## ミニアルバム
| No. | タイトル                       | 収録曲                                                   | Gaon チャート （週間） | 売上枚数 |
| --- | ------------------------------ | -------------------------------------------------------- | ---------------------- | -------- |
| 1st | VERY、ON TOP （2019年9月18日） | 1. On Top 2. 責任取って 3. Be My Girl 4. With Me 5. Stay | 6位                    | 13,420枚 |